# نازیلی
نازیلی (به ترکی استانبولی: Nazilli) شهری است در استان آیدین، که در غرب ترکیه واقع شده‌است. جمعیت این شهر بر اساس سرشماری سال ۲۰۰۸ میلادی ۱۰۸٬۰۵۶ نفر و بر اساس برآوردهای سال ۲۰۰۹ میلادی ۱۱۰٬۴۳۷ نفر می‌باشد.
در هنگام بازسازی یک پارک در شهر «نازیلی» یک گورستان قدیمی متعلق به ارامنه کشف شد. کارگران هنگام حفر زمین دو سنگ قبر کشف کرده و در این باره به ریاست موزه آیدین و مسئولان محلی خبر داده‌اند. رئیس و معاون موزه آیدین ضمن حضور در محل و بررسی سنگ قبرها که بر روی آن‌ها به خط ارمنی کنده‌کاری شده بود را مورد مطالعه قرار داده، و مشخص کرده‌اند که قبور کشف شده متعلق به قرن ۱۷ و مربوط به ارامنه ساکن نازیلی بوده‌است. سنگ قبرهای کشف شده پس از بررسی به پارک «سیومر» این شهر منتقل و جای‌گذاری شد. 